# Архістратиг Михаїл (срібна монета 2022)
«Архістрати́г Михаї́л» — пам'ятна срібна монета номіналом 10 гривень, випущена Національним банком України, присвячена Архістратигу Михаїлу — архангелу, який є одним із найшанованіших біблейних персонажів.
Монету введено в обіг 14 грудня 2022 року. Вона належить до серії «Інші монети».

## Опис монети та характеристики
| Номінал грн. | Метал            | Маса, г | Діаметр, мм | Якість виготовлення       | Гурт                           | Тираж, штук |
| ------------ | ---------------- | ------- | ----------- | ------------------------- | ------------------------------ | ----------- |
| 10           | срібло 999 проби | 31,1    | 38,6        | спеціальний анциркулейтед | гладкий із заглибленим написом | 5 000       |

### Аверс

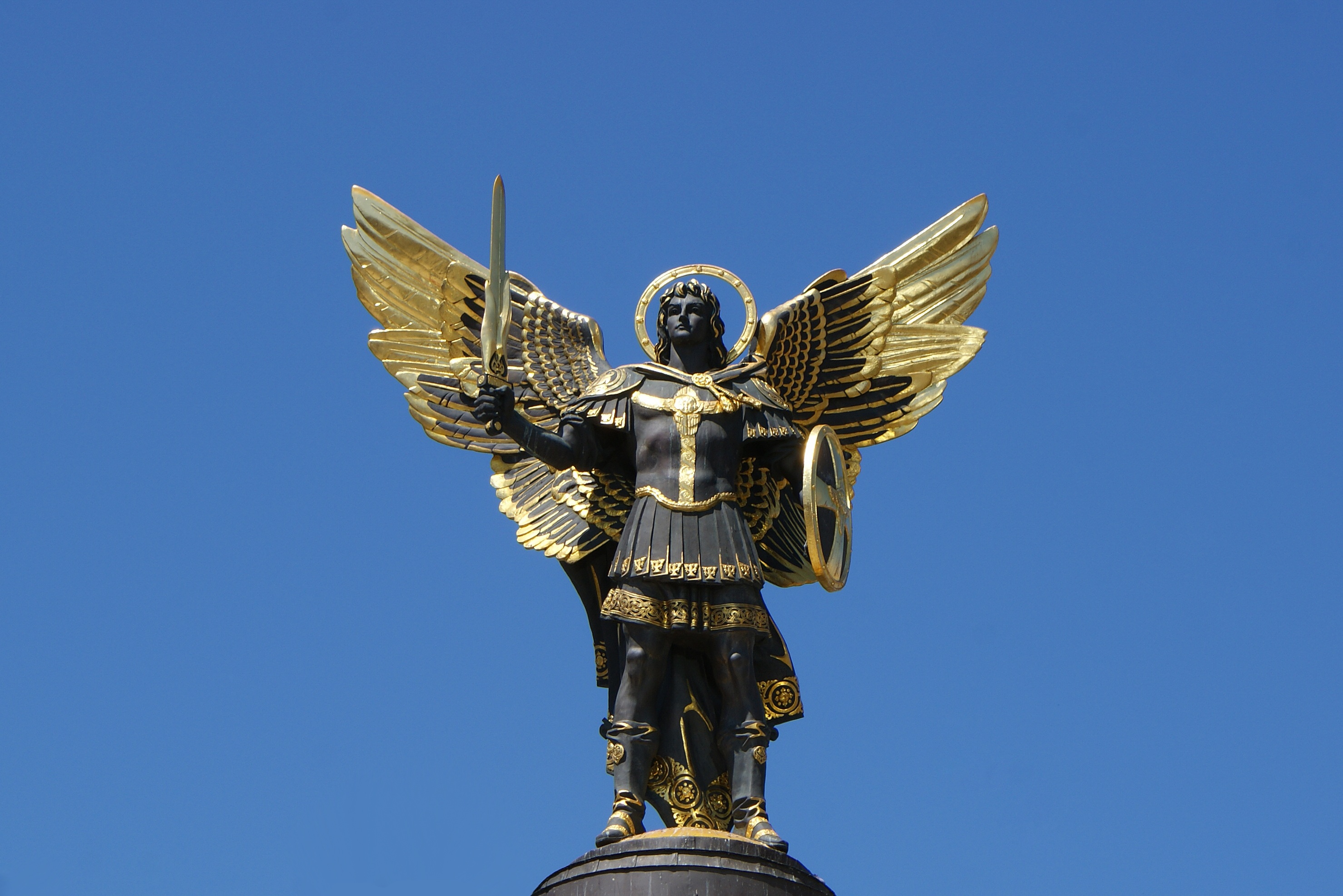
Статуя Архістратиг Михаїл у Києві

На аверсі монети розміщено: угорі малий Державний Герб України, під яким напис — «УКРАЇНА», по колу, на тлі патерну зі стилізованих давньоруських київських гривен — вагової, лічильної та монетної одиниці, зображено стилізований лавровий вінок, унизу номінал — «10» та графічний символ гривні; у центрі у восьмикутному картуші на дзеркальному тлі зображено логотип, під яким написи: «НАЦІОНАЛЬНИЙ/БАНК УКРАЇНИ/2022».

### Реверс
На реверсі монети на дзеркальному тлі зображено Архістратига Михаїла (елемент оздоблення — локальна позолота); по колу розміщено напис: «…ЗА НАС І ДУШІ ПРАВЕДНИХ, І СИЛА АРХІСТРАТИГА МИХАЇЛА» (рядки з поеми Т. Г. Шевченка «Гайдамаки») — використано шрифт «ChebanykSansN.2017 © VasylChebanyk».

## Автори

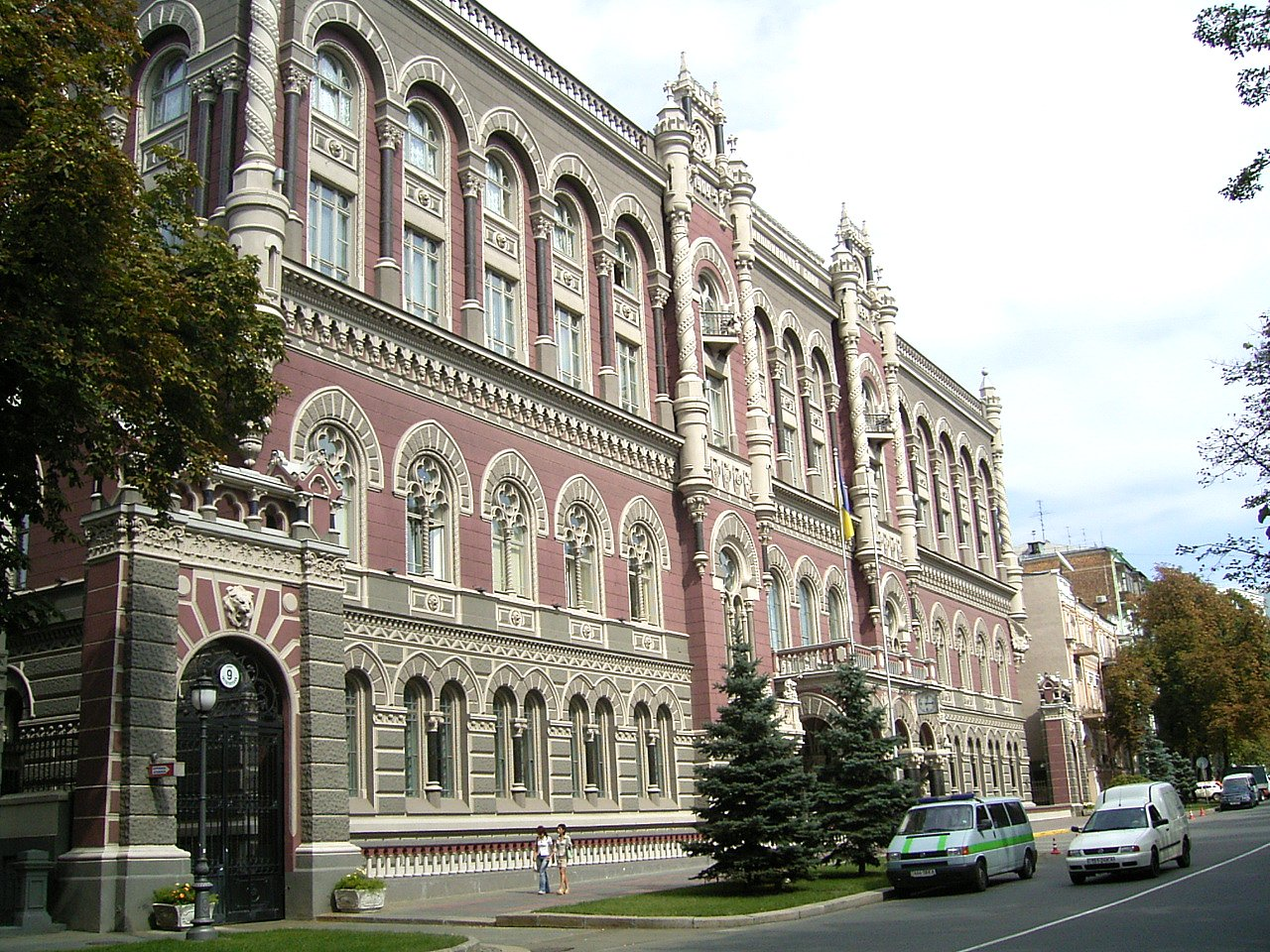
Будівля Національного банку України

- Художники: Таран Володимир, Харук Олександр, Харук Сергій.
- Скульптори: Іваненко Святослав, Андріянов Віталій, Лук'янов Юрій.

## Вартість монети
Під час введення монети в обіг 2022 року, Національний банк України реалізовував її за ціною 2095 гривень.
Фактична приблизна вартість монети з роками змінювалася так:
| Рік        | 2023  | 2024  | 2025  |
| ---------- | ----- | ----- | ----- |
| Ціна, грн. | 4 100 | 5 200 | 6 900 |